# Rifugio San Giuliano
Il rifugio San Giuliano  si trova a 1960 m s.l.m nel gruppo dell'Adamello, nel comune di Caderzone Terme (TN) in val Rendena. È situato nei pressi degli omonimi laghetti.

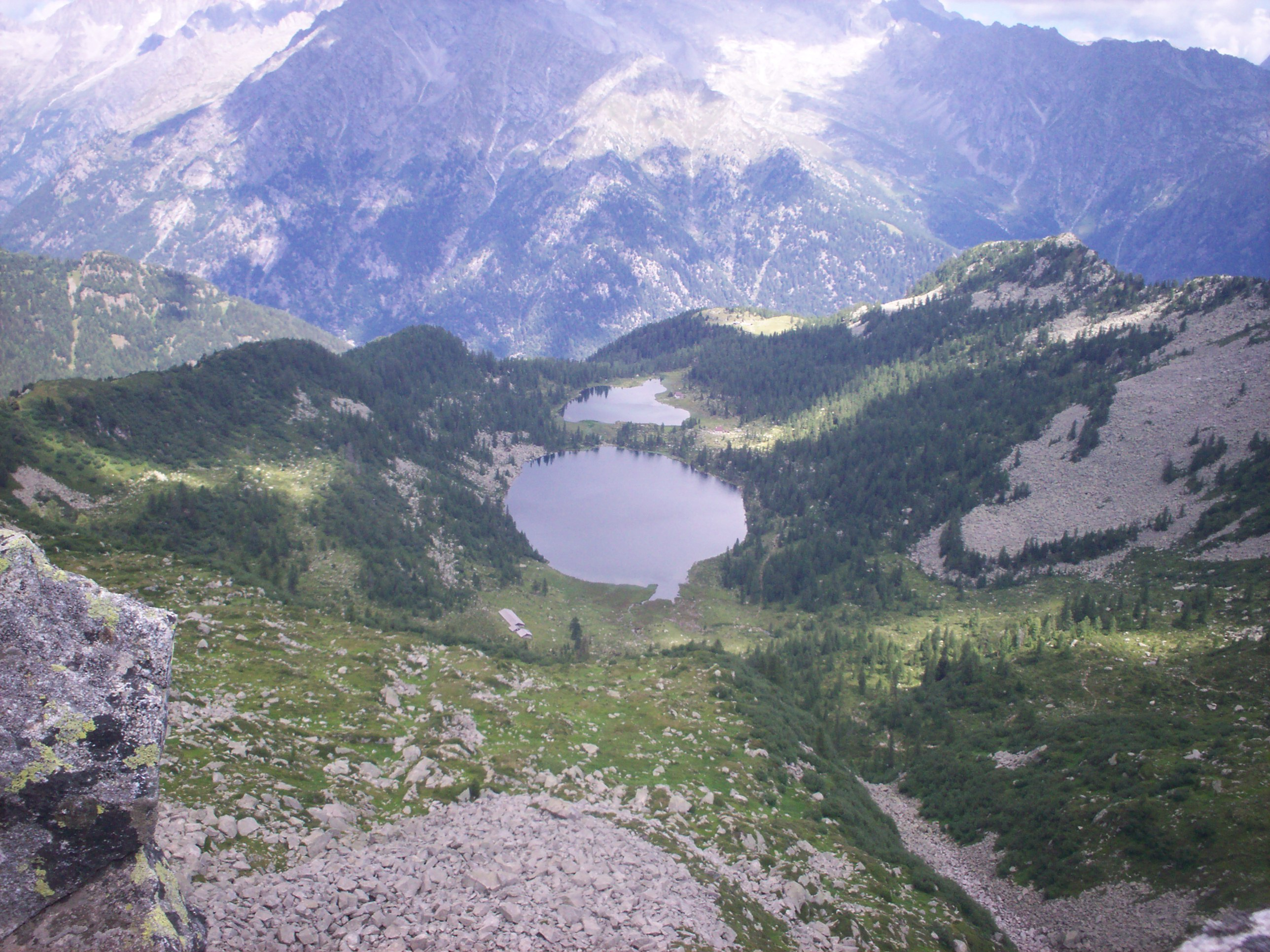
I laghetti di San Giuliano, parte del territorio del comune di Caderzone

## Accesso
Si può salire al rifugio partendo da Caderzone e passando per la località  Pozza delle Vacche (1.485 m).